# Кірк Маллер
Кірк Крістофер Маллер (англ. Kirk Christopher Muller; 8 лютого 1966, м. Кінгстон, Канада) — канадський хокеїст, центральний нападник. Асистент головного тренера «Сент-Луїс Блюз» у Національній хокейній лізі (НХЛ).  
Виступав за «Кінгстон Канадієнс» (ОХЛ), «Гвелф Плейтерс» (ОХЛ), «Нью-Джерсі Девілс», «Монреаль Канадієнс», «Нью-Йорк Айлендерс», «Торонто Мейпл-Ліфс», «Флорида Пантерс», «Даллас Старс». 
В чемпіонатах НХЛ — 1349 матчів (357+602), у турнірах Кубка Стенлі — 127 матчів (33+36).
У складі національної збірної Канади учасник зимових Олімпійських ігор 1984 (6 матчів, 2+1); учасник чемпіонатів світу 1985, 1986, 1987 і 1989 (38 матчів, 14+9). У складі молодіжної збірної Канади учасник чемпіонатів світу 1984.
Досягнення
- Володар Кубка Стенлі (1993)
- Срібний призер чемпіонату світу (1985, 1989)
- Учасник матчу всіх зірок НХЛ (1985, 1986, 1988, 1990, 1992, 1993)

Нагороди
- Трофей Вільяма Генлі (1983)

Тренерська кар'єра
- Асистент головного тренера «Монреаль Канадієнс» (2006–12, НХЛ)
- Головний тренер «Мілвокі Адміралс» (2011–12, АХЛ)
- Асистент головного тренера національної збірної Канади на чемпіонаті світу 2012
- Головний тренер «Кароліна Гаррікейнс» (2011–14, НХЛ)
- Асистент головного тренера «Сент-Луїс Блюз» (з 2014, НХЛ)